# Finale di Heineken Cup 2012-2013
La finale di Heineken Cup 2012-13 fu la gara di assegnazione del titolo di campione della 18ª edizione della massima competizione europea per club di rugby a 15.
Si tenne il 18 maggio 2013 all'Aviva Stadium di Dublino tra le francesi Clermont e Tolone; vide quest'ultimo prevalere 16-15 e aggiudicarsi il primo trofeo di campione europeo.

## Il percorso dei club finalisti

### Clermont
Il club di Clermont-Ferrand vinse, con sei vittorie in altrettanti incontri, un girone in cui gli mancarono solo due punti di bonus per l'en-plein: a essere battute in successione furono la gallese Scarlets per 49-16 al Michelin, l'inglese Exeter per 46-12 sul suo terreno e, di nuovo tra le mure amiche, la campione uscente Leinster per 15-12 che, battuta poi a Dublino nel ritorno 21-28, compromise le proprie possibilità di continuare a difendere il titolo.
La qualificazione matematica giunse con la vittoria nella gara di ritorno sugli inglesi dell'Exeter per 46-3, e con esso anche il primo posto del girone, consolidato a Llanelli con il 29-0 imposto allo Scarlets.
La semifinale fu un ulteriore derby francese, contro Montpellier, largamente dominato e condotto 36-9 fino all'80', quando una meta avversaria ridusse il distacco a 22 punti, 36-14.
Molto più combattuta la semifinale contro una delle altre irlandesi in gara, Munster, nel corso della quale Clermont si portò in vantaggio fino al 16-3 a venti minuti dalla fine, per poi subire una meta trasformata che tuttavia fu l'ultima marcatura della partita vinta 16-10, che diede a Clermont la prima finale della sua storia in Heineken Cup.

### Tolone
Anche Tolone vinse il girone con una gara d'anticipo, e il suo principale avversario per la qualificazione fu il conterraneo Montpellier, che tuttavia fu battuto 16-37 nella gara iniziale; l'avanzata di Tolone proseguì vincendo a casa del Cardiff Blues 22-14 e, successivamente, presso il Sale Sharks per 17-6.
Nei due turni interni successivi sconfisse gli inglesi nella gara di ritorno per 62-0 e i gallesi per 45-25, assicurandosi qualificazione e primato del girone, inscalfito dall'unica sconfitta subita in prima fase a Montpellier, grazie al quale quest'ultima guadagnò il passaggio ai play-off da seconda.

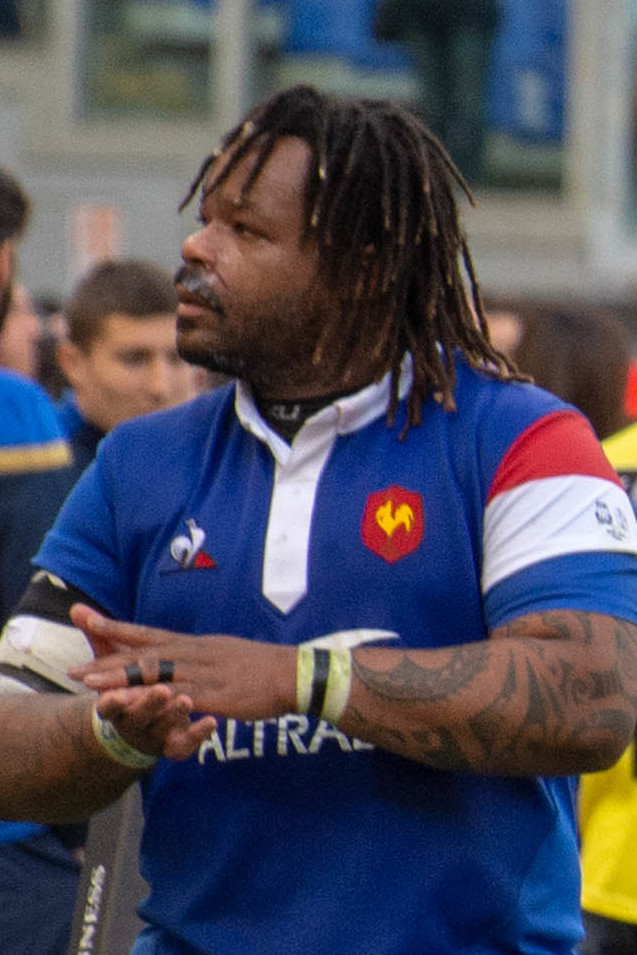
L'uomo-partita della finale Mathieu Bastareaud (qui nel 2019)

Il quarto di finale vide il club mediterraneo fronteggiare Leicester: l'inglese migliore in campo, tuttavia, giocava per Tolone ed era Jonny Wilkinson, protagonista di una gara senza mete e autore di tutti i punti con cui il suo club si assicurò la semifinale: sotto di 0-9 a causa di tre piazzati di Toby Flood, Wilkinson rispose con quattro piazzati consecutivi e, dopo un pareggio a quota 12, portò di nuovo Tolone avanti di 6 per poi chiudere con un drop a un minuto dalla fine sul punteggio di 21-15.
Senza mete anche la successiva semifinale, in cui ancora Wilkinson fu sugli scudi con 7 piazzati e un drop per un totale di 24 punti, l'intero score con cui Tolone batté Saracens cui non bastarono i 12 punti al piede di Owen Farrell.

## La finale
Fu la prima finale che si tenne all'Aviva Stadium, impianto dublinese inaugurato appena tre anni prima.
A dirigere fu designato un arbitro di casa, l'irlandese Alain Rolland.
Entrambe le squadre si candidavano a iscrivere per la prima volta assoluta il loro nome sull'albo d'oro del torneo, essendo debuttanti assolute nella gara per il titolo.
Il primo tempo concesse pochissimo allo spettacolo, in quanto i due contendenti badarono più al contenimento avversario che alla produzione in attacco, come peraltro previsto alla vigilia dagli osservatori.
Il punteggio fu aperto dal francese di Clermont Morgan Parra che dopo appena 4 minuti portò la squadra sul 3-0, ma dieci minuti più tardi già Jonny Wilkinson riportava Tolone in parità.
Mathieu Bastareaud, alla fine uomo del match, costituì un efficace blocco alle azioni d'attacco di Clermont grazie alla sua alta percentuale di placcaggi, e il primo tempo si chiuse sul 3-3.
Nella ripresa l'inerzia della gara parve scivolare dalla parte di Clermont, quando Nalaga portò a +5 il vantaggio - parzialmente ridotto da un piazzato di Wilkinson subito dopo - e Brock James, con la collaborazione di Parra che trasformò la sua meta, allungò a +9 (15-6) nei primi sette minuti dopo la riapertura delle ostilità.
Quelli si rivelarono tuttavia essere gli ultimi punti della squadra in gialloblu: un "tenuto" di Brock James a 20' dalla fine generò una punizione che Wilkinson non sbagliò, riportando Tolone sotto di 6 punti, e tre minuti dopo un break dell'argentino Juan Martín Fernández Lobbe, autore di un intercetto su Sivivatu, mise in azione Delon Armitage che andò in meta, la cui trasformazione di Wilkinson significò vantaggio per Tolone con 16 minuti ancora da giocare.
Nonostante gli attacchi di Clermont, accampato nella metà campo di Tolone negli ultimi 10 minuti di gara, la situazione non cambiò, anche perché, oltre alle difficoltà di raggiungere l'area di meta avversaria, Clermont trovò sulla sua strada ancora Bastareaud che intercettò un tentativo di drop di James e, a tempo ormai scaduto, anche Wilkinson che tornò sulla linea difensiva per placcare il suo opposto di ruolo David Skrela e impedirgli di calciare tra i pali.
Con tale successo Tolone si assicurò il primo dei suoi tre consecutivi titoli di campione d'Europa per club.

## Tabellino dell'incontro
| Arbitro: | Alain Rolland |

| |              | |
| Nalaga 41’ B. James 47’ | mt           | 63’ D. Armitage |
| Parra 47’ | tr           | 64’ Wilkinson |
| Parra 4’ | c.p.         | 14’, 45’, 60’ Wilkinson |
| · Byrne · Sivivatu · 69’ Rougerie · Fofana · Nalaga · 74’ B. James · 72’ Parra · Chouly · 69’ Vosloo · Bonnaire · Hines · Cudmore · 74’ Zirakašvili · 66’ Kayser · 66’ Domingo | Formazioni   | · D. Armitage · Wulf · Bastareud · Giteau · Palisson · Wilkinson · Tillous-Borde 52’ · Masoe 69’ · J.M. Fernández Lobbe · D. Rossouw 51’ · Kennedy · B. Botha 69’ · Hayman 77’ · Bruno 52’ · Sheridan 61’ |
| · 66’ Debaty · 66’ Paulo · 69’ Bardy · 69’ King · 72’ Radosavljevic · 74’ Ric · 74’ D. Skrela                                                                                  | Sostituzioni | · v. Niekerk 51’ · Michalak 52’ · Orioli 52’ · Gethin Jenkins 61’ · S. Armitage 69’ · Suta 69’ · Kubriašvili 77’                                                                                          |
| Vern Cotter | Allenatori   | Bernard Laporte |